# Aigues-Vives (Hérault)
Aigues-Vives es una localidad y comuna francesa, situada en el departamento francés de Hérault y la región de Occitania.
Sus habitantes reciben el gentilicio de Aiguesvivois.

## Demografía

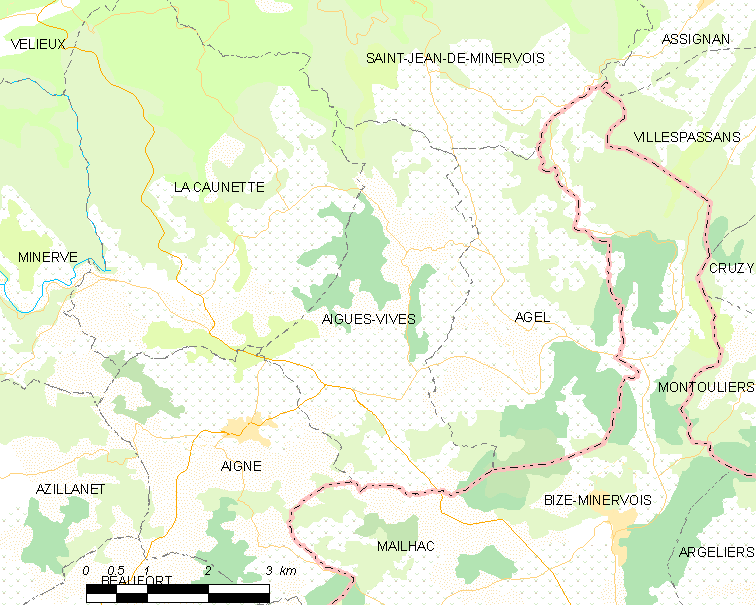
Mapa

| 542 | 503 | 401 | 374 | 347 | 354 | 469 |
| Para los censos de 1962 a 1999 la población legal corresponde a la población sin duplicidades (Fuente: INSEE [Consultar]) |     |     |     |     |     |     |